# 1978 na música

"Use ta Be My Girl" by the O'Jays. One of side-A label prints of the US vinyl single release (#ZS8 3642)

## Eventos
- Bob Marley lança o álbum Kaya destacando-se o sucesso Is the love.
- Steve Hackett deixa a banda Genesis fazendo lançar o ...And Then There Were Three
- O tecladista francês Jean Michel Jarre lança o álbum Equinoxe.
- A banda estadunidense de Horror punk Misfits (banda) grava seu primeiro álbum Static Age que só viria a ser lançado oficialmente em 1996.
- O grupo The Jacksons lançam o álbum Destiny
- A banda alemã de música eletrônica Kraftwerk lança o álbum The Man-Machine (Die Mensch-Maschine em alemão).
- Van Halen estréia com um álbum auto-intitulado; Eddie Van Halen apresenta um novo som e técnica poderosos ao mundo, enquanto David Lee Roth é apresentado como o frontman.
- Os Sex Pistols anunciam o fim de suas atividades após uma mal sucedida tournê pelos Estados Unidos no mês de Janeiro. No final do último show da tournê, o vocalista Johnny Rotten perguntou para a plateia: «Vocês já tiveram a sensação de estarem sendo enganados?»
- O Black Sabbath edita nas lojas o seu oitavo disco de estúdio Never Say Die!, o último com o vocalista Ozzy Osbourne até 2013.
- A banda Ramones lança o seu quarto disco Road to Ruin, o primeiro com o baterista Marky Ramone, substituto de Tommy Ramone.
- Os Whitesnake, banda montada por David Coverdale, edita o seu disco de estreia Trouble.
- Os Rush editam o seu sexto disco Hemispheres.
- Rita Lee & Tutti Frutti lançam o quarto disco de estúdio da banda, o álbum Babilônia.
- É formada em Inglaterra a banda Girlschool.
- Os The Police lançam o seu disco de estreia Outlandos d'Amour.
- Os Bee Gees ganham disco de ouro pelas músicas "Stayin Alive", "Night Fever", "How Deep Is Your Love" e "More Than a Woman" pelo álbum Saturday Night Fever, lançado em 1977 e foram considerados o trio pop de sucesso dos anos 70 por ter 5 álbuns no top 10 das paradas de sucessos.
- Os ABBA lançam o seu sexto álbum Voulez-Vous com sucessos como "I Have a Dream", "Chiquitita", "Gimme!Gimme!Gimme! (A Man After Midnight)", "Voules Vouz" entre outros.
- É formada a banda portuguesa de rock UHF por António Manuel Ribeiro, Carlos Peres, Renato Gomes e Américo Manuel.[1]
- A banda de Hard rock australiana AC/DC Lança seu quarto álbum internacional, Powerage.

## Nascimentos
| Data            | Nome                   | Profissão                                | Nacionalidade    | Observações | Ref   |
| --------------- | ---------------------- | ---------------------------------------- | ---------------- | ----------- | ----- |
| 9 de Janeiro    | Alexander James McLean | cantor                                   | Estados Unidos   |             |       |
| 12 de Janeiro   | Jeremy Camp            | cantor                                   | Estados Unidos   |             |       |
| 13 de Janeiro   | Sebastian Rejman       | cantor                                   | Finlândia        |             |       |
| 20 de Janeiro   | Sid Wilson             | DJ                                       | Estados Unidos   |             |       |
| 1 de Fevereiro  | Sara Tavares           | cantora                                  | Portugal         |             |       |
| 4 de Fevereiro  | Marcelo Camelo         | cantor e compositor                      | Brasil           |             |       |
| 23 de fevereiro | Residente              | cantor e letrista                        | Porto Rico       |             |       |
| 6 de Março      | Luca Di Napoli         | DJ e produtor músical                    | Itália           |             |       |
| 15 de Março     | Sid Wilson             | músico                                   | Estados Unidos   |             |       |
| 20 de Março     | Emerson Batagini       | compositor                               | Brasil           |             |       |
| 9 de Abril      | Rachel Stevens         | cantora                                  | Inglaterra       |             |       |
| 16 de Abril     | André Valadão          | cantor                                   | Brasil           |             |       |
| 24 de Junho     | Erno Vuorinen          | guitarrista                              | Finlândia        |             |       |
| 29 de Junho     | Nicole Scherzinger     | cantora, dançarina, compositora e actriz | Estados Unidos   |             |       |
| 1 de julho      | Akeboshi               | cantor de folk                           | Japão            |             |       |
| 17 de agosto    | Vibeke Stene           | cantora                                  | Noruega          |             |       |
| 22 de Agosto    | Jeff Stinco            | guitarrista                              | Canadá           |             |       |
| 23 de Agosto    | Julian Casablancas     | vocalista                                | Estados Unidos   |             |       |
| 10 de setembro  | Visitante              | multi-instrumentista e compositor        | Porto Rico       |             |       |
| 15 de setembro  | Casey McPherson        | vocalista, tecladista e guitarrista      | Estados Unidos   |             |       |
| 27 de setembro  | Ani Lorak              | cantora                                  | Ucrânia          |             |       |
| 2 de Outubro    | Ayumi Hamasaki         | cantora                                  | Japão            |             |       |
| 8 de outubro    | Seryoga                | rapper                                   | Bielorrússia     |             |       |
| 14 de Outubro   | Usher                  | cantor                                   | Estados Unidos   |             |       |
| 19 de Outubro   | Tulipa Ruiz            | cantora                                  | Brasil           |             |       |
| 20 de Outubro   | Michael Johns          | cantor                                   | Austrália        | m. 2014     |       |
| 5 de Novembro   | Ana Bacalhau           | cantora                                  | Portugal         |             |       |
| 10 de Novembro  | Diplo                  | DJ e produtor músical                    | Estados Unidos   |             |       |
| 23 de Novembro  | Alison Mosshart        | cantora e música                         | Estados Unidos   |             |       |
| 25 de Novembro  | Ringo Shiina           | cantora                                  | Japão            |             |       |
| 2 de Dezembro   | Nelly Furtado          | cantora                                  | Portugal/ Canadá |             |       |
| 28 de Dezembro  | John Legend            | cantor                                   | Estados Unidos   |             |       |
| 30 de Dezembro  | Tyrese Gibson          | ator e cantor                            | Estados Unidos   |             | [ 2 ] |

## Mortes
| Data           | Nome              | Profissão                             | Nacionalidade | Observações | Ref |
| -------------- | ----------------- | ------------------------------------- | ------------- | ----------- | --- |
| 11 de Março    | Claude François   | cantor                                | França        | n. 1939     |     |
| 1 de Maio      | Aram Khachaturian | compositor                            | Armênia       | n. 1903     |     |
| 15 de Junho    | Dodô              | músico                                | Brasil        | n. 1913     |     |
| 7 de Agosto    | Orlando Silva     | cantor                                | Brasil        | n. 1915     |     |
| 7 de Setembro  | Keith Moon        | baterista                             | Inglaterra    | n. 1947     |     |
| 9 de Outubro   | Jacques Brel      | autor de canções, compositor e cantor | Bélgica       | n. 1929     |     |
| 16 de Novembro | Candeia           | compositor                            | Brasil        | n. 1935     |     |